# Гражданская война на Дону
Гражданская война на Дону — боевые действия между донским казачеством (в союзе с Белым движением на Юге России) и сторонниками ленинского Совнаркома преимущественно на территории Области войска Донского, проходившие с ноября 1917 года по весну 1920 года. Часть Гражданской войны в России.
На Дону, как и во многих других казачьих областях России,  существовал исторический раскол между иногородним населением и казаками. То обстоятельство, что именно Дон стал одним из регионов, где Белое движение начало формировать свои армии, объясняется прежде всего тем, что Донская область получила автономию и самоуправление на новом уровне еще весной 1917 года, область получила избранного атамана и свои институты управления.

## Область Войска Донского
Центром области с 1806 года был город Новочеркасск. В 1887 году в состав области из Екатеринославской губернии были переданы Таганрогское градоначальство и Ростовский-на-Дону уезд.
|  |

В начале XX века в состав Донской области входило 9 округов:
| № | Округ            | Центр округа                      | Площадь, вёрст² | Население (1897), чел. |
| - | ---------------- | --------------------------------- | --------------- | ---------------------- |
| 1 | Донецкий         | ст. Каменская (12 190 чел.)       | 24 659,3        | 455 819                |
| 2 | 1-й Донской      | ст. Константиновская (9 267 чел.) | 15 415,9        | 271 790                |
| 3 | 2-й Донской      | ст. Нижне-Чирская (6 780 чел.)    | 23 219,7        | 239 055                |
| 4 | Ростовский       | Ростов-на-Дону (119 476 чел.)     | 6 012,0         | 369 732                |
| 5 | Сальский         | ст. Великокняжеская (5 583 чел.)  | 18 961,0        | 76 297                 |
| 6 | Таганрогский     | Таганрог (51 437 чел.)            | 12 229,4        | 412 995                |
| 7 | Усть-Медведицкий | ст. Усть-Медведицкая (5 805 чел.) | 18 082,6        | 246 830                |
| 8 | Хопёрский        | ст. Урюпинская (11 286 чел.)      | 15 861,4        | 251 498                |
| 9 | Черкасский       | Новочеркасск (51 963 чел.)        | 9 750,3         | 240 222                |

## Февраль — октябрь 1917 года
Февральская революция 1917 года и падение российской монархии ознаменовали конец единоначалия Донского войскового Круга, привели к расколу и поляризации общества и власти. С весны 1917 года на территории Области Войска Донского формируется несколько структур, претендующих на власть:
1. комиссары Временного правительства (областной и девять окружных);
2. Советы рабочих, солдатских, крестьянских и казачьих депутатов;
3. Донской войсковой Круг (съезд) и его исполнительные органы: Войсковое правительство и Донской областной атаман;
4. органы городского самоуправления — городские думы и их исполнительные органы.

В мае 1917 года Областной съезд крестьян принял решение об отмене частной собственности на землю, однако Донской войсковой Круг объявил земли Дона «исторической собственностью казаков» и принял решение об отзыве казаков из аппарата Временного правительства и из Советов. Это привело к обострению соперничества двух властных структур — Войскового правительства и Советов рабочих, солдатских, крестьянских и казачьих депутатов.
Тогда же на Дон вернулся генерал Каледин, отстранённый от командования 8-й армией за то, что не принял Февральскую революцию и отказался выполнять распоряжения Временного правительства о демократизации в войсках. В конце мая Каледин принял участие в работе Донского Войскового Круга и, уступив уговорам казачьей общественности, согласился на избрание войсковым атаманом.
1 сентября 1917 года военный министр Временного правительства А. И. Верховский приказал арестовать Каледина за причастность к корниловскому выступлению, однако Войсковое правительство отказалось выполнить приказ, и 4 сентября А. Ф. Керенский его отменил при условии «ручательства» Войскового правительства за Каледина.
20 октября (2 ноября) 1917 г. во Владикавказе был учреждён Юго-Восточный союз казачьих войск, горцев Кавказа и вольных народов степей как государственно-территориальная единица, управляемая на принципах конфедерации. Заявленной целью ЮВС была борьба с «анархо-большевизмом» на территории казачьих войск — членов Союза, взаимная поддержка для сохранения порядка и законности внутри Союза и доведение России до Учредительного Собрания. В своей декларации он провозгласил: «Гарантируя своим членам полную независимость их внутренней жизни, Союз обязуется содействовать им в подготовке их внутреннего устройства как самостоятельных штатов будущей Российской демократической федеративной республики». После провозглашения Советской власти на Дону, Кубани, Тереке (январь−март 1918) Юго-Восточный союз прекратил существование.

## Ноябрь — декабрь 1917 года

### Общественно-политическая ситуация
В первые месяцы после Октябрьской революции антибольшевистские силы не имели значительной социальной опоры, поэтому их попытки организовать сопротивление Советской власти в казачьих областях были сравнительно слабыми.
Обстановка на Дону в этот период была крайне противоречивой. В главных городах преобладало «пришлое» население, чуждое коренному населению Дона как по своему составу, особенностям быта, так и по политическим настроениям. Здесь — особенно в Ростове и Таганроге — господствовали социалистические партии, с недоверием относившиеся к казачьей власти. Меньшевики численно преобладали во всех думах Донской области, центральных бюро профсоюзов и во многих Советах, а если где-то уступали эсерам, то всё равно занимали руководящие посты. Рабочее население Таганрогского округа поддерживало большевиков. В северной части Таганрогского округа находились угольные копи и шахты южного выступа Донбасса. Ростов стал центром протеста иногородних против «казачьего засилья». Местные большевистские руководители могли рассчитывать на поддержку солдат из запасного полка, размещённого в городе. Донские умеренные социал-демократы, как и в центре, не были едины в оценке Петроградского восстания и его последствий. Председатель Новочеркасского меньшевистского комитета А. Ф. Самохин, выражая общее мнение донских меньшевиков-оборонцев, говорил, что считает невозможным участие в Советах, занявших враждебную позицию по отношению к Учредительному собранию. В то же время большевиками Ростово-Нахичеванского Совета рабочих и солдатских депутатов был создан Военно-революционный комитет (ВРК).
Городские думы области, в которых меньшевики заняли прочные позиции, развернули антибольшевистскую пропаганду. В резолюции, принятой Новочеркасской думой по предложению социалистического блока, указывалось, что большевистское выступление накануне созыва Учредительного собрания — это попытка заменить голос всего народа голосом отдельных групп, измена делу демократии. На чрезвычайном собрании Нахичеванской думы, Совета и профсоюзов города 27 октября (9 ноября) петроградское восстание расценили как «вид политического авантюризма», выразив опасение, что под флагом борьбы с большевиками, несомненно, активизируются и противники демократии. Лидеры местных меньшевиков — председатель Ростовской думы Б. С. Васильев, который и в дооктябрьский период на практике проводил идею соглашения с правительством Каледина, и П. С. Петренко, председатель Ростово-Нахичеванского Совета рабочих и солдатских депутатов и одновременно председатель Общественного комитета (объединявшего Ростово-Нахичеванский Совет рабочих и солдатских депутатов и буржуазный Гражданский комитет) — в октябрьские дни 1917 года рассматривали возможность совместных с Войсковым правительством действий против установления большевистского режима. При этом оба понимали, что вслед за разгромом большевистских организаций такая же судьба может ожидать и меньшевистские организации. Вместе с тем умеренные социал-демократы не желали поддерживать и Советскую власть, так как продолжали считать переход к социализму в России преждевременным. Поэтому меньшевики призывали свои организации играть роль «третьей силы», которой чужды и большевизм и кадетско-калединская диктатура. Выражением такой «третьей силы» они считали «всенародный областной орган управления, в состав которого входили бы представители всего населения Дона». Иными словами, противостояние атаманской власти и большевиков меньшевики стремились устранить мирными методами, обращаясь с воззваниями к населению и, в первую очередь, к Войсковому атаману. При этом идея соглашения с Войсковым правительством не пользовалась популярностью среди левого крыла меньшевистской партии — меньшевиков-интернационалистов, которые считали необходимым одновременно участвовать и в большевистских Советах, и в комитетах по защите Учредительного собрания, не доверяя власти Круга, а некоторые вообще требовали объединения с большевиками для борьбы с Калединым.

### Действия Войскового правительства
25 октября (7 ноября) 1917 года атаман А. М. Каледин выступил со следующим обращением: «Ввиду выступления большевиков с попытками низвержения Временного правительства… Войсковое правительство, считая такой захват власти большевиками преступным,… окажет… полную поддержку… Временному правительству… Войсковое правительство временно, до восстановления власти Временного правительства и порядка в России,… приняло на себя полноту исполнительной государственной власти в Донской области».
26 октября (8 ноября), в то время как в Ростове Совет попытался взять власть в свои руки, Каледин из Новочеркасска ввёл военное положение в углепромышленном районе области, направив туда казаков, и установил контакты с казачьим руководством Оренбурга, Кубани, Астрахани, Терека.
27 октября (9 ноября) Каледин по телеграфу пригласил Временное правительство и членов Временного Совета Российской Республики в Новочеркасск для организации борьбы с большевиками.
28 октября (10 ноября) Войсковое правительство ликвидировало Макеевский совет, ряд рудничных Советов, арестовало делегатов, среди которых были не только большевики, но и меньшевики. 31 октября (13 ноября) были арестованы делегаты Дона, возвращавшиеся со II Съезда Советов.
2 (15) ноября Каледин издал приказ о введении военного положения во всей Донской области. Во всех промышленных центрах были размещены воинские части. Генерал Назаров с казачьей сотней расположился в Таганроге, генерал Потоцкий — в Ростове. Ликвидировались Советы, закрывались рабочие организации, их активисты увольнялись с работы и вместе с семьями высылались за пределы области. Делегации донецких горняков искали защиты в Петрограде и Киеве. Политики Центральной рады, рассматривавшие Донское правительство в качестве потенциального партнера в будущей федерации, старались его урезонить переговорами и уговорами, что не слишком помогало. Эпицентром напряжённости стал самый крупный город Области — Ростов.

Мемориальная доска на бывшем штабе Добровольческой армии в Ростове-на-Дону

На состоявшейся 3 (16) ноября конференции Донского комитета РСДРП под председательством меньшевика П. В. Заварзина было отмечено, что введение военного положения властью Войскового круга может при сложившейся ситуации привести к возникновению очагов междоусобицы на юге России. В то же время делегаты согласились с Б. С. Васильевым в том, что партия «со всей решимостью должна отмежеваться от всякой идейной близости с большевизмом и признать лишь технические соглашения с ними».

### Начало деятельности Алексеевской организации
2 (15) ноября в Новочеркасск из Петрограда прибыл генерал М. В. Алексеев, сразу же обратившийся за помощью к Каледину в создании добровольческих формирований для борьбы с большевиками. Каледин, однако, отказал ему в просьбе «дать приют русскому офицерству», сославшись на то, что казаки-фронтовики устали от войны и ненавидят «старый режим», а потому донские полки, что возвращаются с фронта, защищать Донскую область от большевиков не желают и расходятся по домам. Каледин попросил Алексеева «не задерживаться в Новочеркасске более недели» и перенести формирование добровольческих сил за пределы области. Несмотря на холодный приём, Алексеев немедленно приступил к практическим шагам. Уже 2 (15) ноября он опубликовал воззвание к офицерам, призывая их «спасти Родину» (см. статью Алексеевская организация).

### Нейтралитет казачества в отношении Советской власти
Войсковому атаману не удавалось поднять казаков-фронтовиков на борьбу против большевистской власти: казачьи части, возвращаясь с фронта, расходились по домам, поскольку казаки, уставшие от войны, не хотели драться с большевиками, прекратившими военные действия против Германии и распустившими армию по домам. Многие полки без сопротивления сдавали оружие по требованию небольших красных отрядов, стоявших заслонами на железнодорожных путях, ведущих в Донскую область.
Первые декреты Советской власти склонили основную массу казаков на сторону Советов. Среди казаков-фронтовиков широкое распространение получила идея «нейтралитета» в отношении советской власти. Большевики, со своей стороны, стремились всемерно использовать это колеблющееся настроение рядового казачества, восстановить его беднейшую часть (так называемое «трудовое казачество») против зажиточной, внушить мысль, что Войсковое правительство составлено из «классовых врагов».
Тем временем само Войсковое правительство раздирали межпартийные противоречия, а «иногороднее» крестьянство не было удовлетворено сделанными ему уступками (широкий прием в казаки, участие в станичном самоуправлении, передача части помещичьих земель), требуя радикальной земельной реформы.
7 (20) ноября атаман Каледин, прекратив попытки связаться с остатками низложенного Временного правительства, обратился к населению Области с заявлением о том, что Войсковое правительство не признаёт большевистскую власть, а поэтому Область провозглашается независимой до образования законной российской власти.
14 ноября 1917 года из Новочеркасска в Ростов переехала пехотная секция, возглавляемая левым эсером, поручиком Арнаутовым, которая сообщила Войсковому правительству, что с этого момента она называется Военным комитетом неказачьих частей Донской области и принимает на себя обязанности распоряжаться этими частями. Военный комитет потребовал от Войскового правительства немедленной отмены военного положения в неказачьих округах, а также освобождения арестованных за политическую агитацию, созыва общего съезда крестьян, рабочих и казаков для решения вопроса об областном самоуправлении. Арнаутов признавал власть Совета народных комиссаров и обратился ко всем полковым комитетам и командирам неказачьих частей, расположенных в Донской области (в Ростове, Таганроге, Новочеркасске, Азове и Каменской), с призывом не исполнять распоряжения войскового атамана и его штаба.

### Выборы в Учредительное собрание
До середины ноября местные большевики не решались на вооружённое выступление, сосредоточив внимание на организации революционных и демократических сил вокруг ВРК в преддверии выборов в Учредительное собрание. Результатов выборов ожидало и Войсковое правительство, чтобы, оценив соотношение политических сил в регионе, приступить к созданию представительных органов власти в области.
Выборы в Учредительное собрание в Донской области проходили 12-14 (25-27) ноября. Получив их предварительные результаты, Каледин 14 (27) ноября созвал экстренное заседание Войскового правительства с участием общественных деятелей, где признал: «Мы не думали, что большевистское движение найдёт поддержку у населения и разрастётся до таких размеров». Присутствовавшие на совещании представители меньшевистской партии совместно с правыми эсерами предложили заключить соглашение с Войсковым правительством, которое должно отменить военное положение в области и организовать власть на представительных началах всего населения области, а не только казачества. Однако Каледин настаивал на непризнании Совета народных комиссаров и на необходимости восстановления в России коалиционного правительства. Соглашение между умеренными социалистами и Войсковым правительством, таким образом, не было достигнуто.

### Восстание против Каледина
Видя отсутствие желание власти идти на компромисс, часть меньшевиков приняла решение пойти на временный союз с большевиками. Идею создания широкого фронта сил для борьбы с Калединым рассматривали и донские большевики, при этом часть из них считала, что следует немедленно начать военные действия и осуществить наступление на Новочеркасск, тогда как другие были против форсирования событий.
15 (28) ноября состоялось совещание представителей ВРК, областного военного комитета, исполкома Совета рабочих и солдатских депутатов, на котором была создана организационная структура — Военно-революционный комитет (ВРК) объединённой демократии, назвавшая себя правительством объединённых демократических сил и предложившая населению не исполнять распоряжения Войскового правительства. Меньшевики настаивали на мирном разрешении конфликта и намеревались вступить в переговоры с представителем Войскового правительства генералом Потоцким. Однако как стало известно из Новочеркасска, 20 ноября (3 декабря) казачьей сотней по приказу Войскового правительства были насильственно разоружены солдаты 272-го и 273-го запасных пехотных полков. 24 ноября (7 декабря) в Ростов прибыли корабли Черноморского флота, направленные сюда в помощь большевикам по решению Общечерноморского съезда. Флотилией в составе эскадренного миноносца «Капитан Сакен», двух тральщиков, нескольких мелких судов и десантного отряда моряков командовала избранная Общечерноморским съездом «комиссия пяти» во главе с матросом-большевиком В. Е. Драчуком. Меньшевистские лидеры оценили приход флотилии как доказательство возможности перехода большевиков к военным действиям.
Донское правительство расценило вмешательство Черноморского флота как нарушение своего суверенитета и через революционную Ставку заявило протест Совнаркому. Комиссар казачьих войск при Ставке Шапкин вручил Крыленко документ, в котором говорилось, что «22 ноября в Таганрогский порт вошло несколько вооруженных траллеров, посланных Черноморским флотом против Донского войскового правительства… другой отряд направился к Ростову… Кроме того, из самых разнообразных источников поступают известия о том, что против Дона собираются войска с севера… чтобы установить на Дону господство принципов социал-демократов большевиков».
Матрос В. В. Роменец, избранный черноморским Центрофлотом «главным народным комиссаром Черноморского флота», лишь 23 ноября (6 декабря) проинформировал Совнарком о своем избрании и в последующие дни сообщал о поднявшемся на флоте «возбуждении против калединской авантюры» и о том, что местными «высшими демократическими организациями были приняты кое-какие меры, чисто демонстративные. В настоящее время посылается ещё флотилия в Азовское море, но уже предвидится и столкновение… прошу сообщить… товарищи, что в этом плане предпринято с Вашей стороны, а также как действовать и что предпринимать в дальнейшем Черноморскому флоту, ибо страсти разгораются… я не имею никаких от Вас распоряжений. Быть может мы… и ошибаемся, хотя и думаем, что нет». Нарком Троцкий потребовал от главковерха Крыленко «не входить ни в какие переговоры с контрреволюционными заговорщиками… одним ударом положить конец преступным действиям калединцев и корниловцев… контрреволюционному мятежу Дутова». Он предложил Крыленко «немедленно двинуть по направлению к Москве, Ростову-на-Дону и Оренбургу такие силы, которые, не колебля нашего фронта, были бы достаточно могущественны, чтобы в кратчайший срок стереть с лица земли контрреволюционный мятеж казачьих генералов и кадетской буржуазии» и поручил для этого «запросить Украинскую Раду, считает ли она себя обязанной оказывать содействие в борьбе с Калединым или же намерена рассматривать продвижение наших эшелонов на Дон как нарушение своих территориальных прав». Предписание Совнаркома главному комиссару Черноморского флота последовало 26 ноября (9 декабря): «Действуйте со всей решительностью против врагов народа, не дожидаясь никаких указаний сверху. Каледин, Корнилов, Дутов — вне закона… На ультиматум отвечайте самым сильным, смелым революционным действием».
24 ноября (7 декабря) на заседании ВРК большевики предложили предъявить Каледину 24-часовой ультиматум: военное положение в Донской области отменить, а Войсковому правительству — отказаться от притязаний на власть. После принятия этого решения вечером 25 ноября (8 декабря) эсеро-меньшевистский центр заявил о своём выходе из ВРК. Левые эсеры продолжали работать под руководством большевиков.
Тем временем в ночь с 25 на 26 ноября (с 8 на 9 декабря) 1917 года отряд казаков и юнкеров разгромил помещение Ростово-Нахичеванского Совета, убив несколько красногвардейцев.
26 ноября (9 декабря) ростовские большевики объявили, что власть в Области переходит в руки Ростовского военно-революционного комитета. Попытки думских делегаций в большевистский ВРК и к Войсковому правительству предотвратить гражданскую войну окончились неудачей, хотя 27 ноября (10 декабря) было решено послать думские делегации в большевистский ВРК и к Войсковому правительству. Однако генерал Потоцкий занял уклончивую позицию, а большевики заявили, что о переговорах не может быть и речи, так как Каледин требовал разоружения Красной гвардии и возвращения Черноморской флотилии к месту постоянной стоянки. В результате 28 ноября (11 декабря) Ростовская дума постановила соблюдать нейтралитет.
Казачьи части, однако, отказались участвовать в подавлении восстания, и атаман Каледин был вынужден обратиться к генералу М. В. Алексееву за помощью. Был срочно сформирован отряд офицеров и юнкеров в 400—500 штыков, к ним присоединилась донская молодежь — гимназисты, кадеты, позднее подошли несколько казачьих частей. Упорные бои развернулись в районе Нахичевани, город несколько раз переходил из рук в руки, пока в ночь на 28 ноября (11 декабря) он не был окончательно взят революционными войсками. Юнкера отступили к Новочеркасску. Утром 28 ноября (11 декабря) калединцы были выбиты со станции Ростов. Однако Каледин, не примирившись с поражением, подтянул к Ростову подкрепления. В течение трёх дней красногвардейцы и черноморцы вели тяжёлые бои с превосходящими силами белых, испытывая острый недостаток в людях и боеприпасах. 2 (15) декабря революционные отряды, оставшись без боеприпасов, отступили из Ростова. Калединцы захватили также Таганрог и значительную часть Донбасса. С этого дня Алексеевская организация завоевала право на легальное существование.

### Прибытие Корнилова. Создание «триумвирата»
6 (19) декабря на Дон прибыл генерал Л. Г. Корнилов, сразу же подключившийся к деятельности генерала Алексеева.
18 (31) декабря Каледин, Алексеев и Корнилов вошли в так называемый «триумвират», который встал во главе Донского гражданского совета, созданного для руководства Белым движением на всей территории бывшей Российской империи и претендовавшего на роль всероссийского правительства. С ним вступили в контакт страны Антанты, прислав в Новочеркасск своих представителей.
20 декабря 1917 года (2 января 1918 года) приказом атамана Каледина № 1058 было разрешено формирование на территории Донской области добровольческих отрядов. Официально о создании «Добровольческой армии» и об открытии записи в неё было объявлено 24 декабря 1917 года (6 января 1918 года).
Однако «нейтралитет» казаков помешал Алексееву и Корнилову сформировать на Дону действительно многочисленную армию из добровольцев. Добровольческая армия воспринималась казаками как не вполне демократический институт, посягавший на их казачьи вольности, инструмент большой политики, до которой им не было дела. Казачество, наблюдая за серьёзными военными приготовлениями Советской власти в южном направлении, полагало, что они направлены лишь против «непрошеных пришельцев» — добровольцев. Этому взгляду не чуждо было и само Временное донское правительство, надеявшееся соглашательством с местными революционными учреждениями и лояльностью в отношении советской власти примирить её с Доном и спасти область от нашествия большевиков. В результате в Добровольческую армию вступило лишь около 5 тысяч офицеров, юнкеров и учащихся старших классов. Не удержавшись на Дону, Добровольческая армия в феврале 1918 года двинулась в поход на Кубань, рассчитывая на поддержку кубанских казаков, однако и эти расчёты не оправдались: кубанские казаки, как и донские, не хотели воевать против новой власти. Добровольцам, находившимся во враждебном окружении местного крестьянского населения и возвратившихся с фронта революционно настроенных частей старой армии, пришлось вести на Кубани тяжёлую партизанскую войну на выживание.

### Начало действий советских войск против Каледина
В декабре 1917 года правительство Советской России рассматривало как основные оплоты контрреволюционных сил Донское правительство атамана Каледина и Украинскую Центральную раду.
26 ноября (9 декабря) 1917 Совнарком РСФСР выступил с обращением ко всему населению «О борьбе с контрреволюционным восстанием Каледина, Корнилова, Дутова, поддерживаемым Центральной Радой»:

В то время, как представители рабочих, солдатских и крестьянских депутатов советов открыли переговоры с целью обеспечить достойный мир измученной стране, враги народа империалисты, помещики, банкиры и их союзники — казачьи генералы предприняли последнюю отчаянную попытку сорвать дело мира, вырвать власть из рук советов, землю из рук крестьян и заставить солдат и матросов и казаков истекать кровью за барыши русских и союзных империалистов. Каледин на Дону, Дутов на Урале подняли знамя восстания… Каледин ввёл на Дону военное положение, препятствует доставке хлеба на фронт и собирает силы, угрожая Екатеринославу, Харькову и Москве. К нему на помощь прибыл, бежавший из заключения, Корнилов, тот самый, который в июле ввел смертную казнь и шел походом на революционный Петроград… 
Рабочие, солдаты, крестьяне! … Совет Народных Комиссаров распорядился двинуть необходимые войска против врагов народа. Контрреволюционное восстание будет подавлено и виновники понесут кару, отвечающую тяжести их преступления.
Совет Народных Комиссаров постановил:
Все те области на Урале, Дону и других местах, где обнаружатся контрреволюционные отряды, объявляются на осадном положении.
Местный революционный гарнизон обязан действовать со всей решительностью против врагов народа, не дожидаясь никаких указаний сверху.
Какие бы то ни было переговоры с вождями контрреволюционного восстания или попытки посредничества безусловно воспрещаются.
Какое бы то ни было содействие контрреволюционерам со стороны мятежного населения или железнодорожного персонала будет караться по всей тяжести революционных законов.
Вожди заговора объявляются вне закона.

6 (19) декабря СНК РСФСР образовал Южный революционный фронт по борьбе с контрреволюцией. Главнокомандующим войсками фронта был назначен В. А. Антонов-Овсеенко. В его непосредственном подчинении находился Революционный полевой штаб.
Ближайшая задача советских войск состояла в том, чтобы отрезать Украину от Дона и охватить Донскую область с нескольких сторон. Первоначально общая численность сил, направленных на Украину и Дон, составляла не более 6-7 тысяч штыков и сабель при 30-40 орудиях и нескольких десятках пулемётов — в основном это были сохранившие боеспособность части старой армии, выделенные с фронта и из тыловых запасных полков. По мере продвижения они увеличивались за счёт местных отрядов Красной гвардии Донбасса и присоединения большевистски настроенных местных гарнизонов.
8 (21) декабря в Харьков прибыли эшелоны с красными отрядами под командованием Р. Ф. Сиверса и матроса Н. А. Ховрина — 1600 человек при 6 орудиях и 3 броневиках — это тот отряд, который участвовал в боях под Белгородом с ударными батальонами, прорывающимися из Ставки на Дон, а с 11 (24) декабря по 16 (29) декабря — ещё до пяти тысяч солдат из Петрограда, Москвы, Твери во главе с командующим Антоновым-Овсеенко и его заместителем, начальником штаба бывшим подполковником Русской армии М. А. Муравьёвым. Кроме того, в самом Харькове уже находились три тысячи красногвардейцев и пробольшевистски настроенных солдат старой армии.
11−12 (24-25) декабря в городе состоялся 1-й Всеукраинский съезд Советов, который провозгласил Украину Республикой Советов.
После съезда Антонов-Овсеенко передал командование войсками фронта на Украине начальнику штаба фронта Муравьёву, а сам возглавил борьбу против калединцев.
Главные силы (? все казаки разъехались по домам) Каледина группировались на Воронежском направлении, в районе Каменская — Глубокая — Миллерово — Лихая. На Таганрогском направлении держал оборону отряд Кутепова из формирующейся в Новочеркасске и Ростове Добровольческой армии, к тому времени насчитывавшей до 2 тыс. бойцов. Мелкие партизанские отряды донских добровольцев (например, отряд Чернецова — коменданта макеевских рудников) и несколько регулярных казачьих частей занимали Горлово-Макеевский район Донбасса, откуда они ранее вытеснили отряды Красной гвардии. Внутреннее состояние калединских частей, однако, исключало возможность широких активных действий.
К 25 декабря 1917 года (7 января 1918 года) Антонов-Овсеенко почти без сопротивления занял западную часть Донецкого бассейна. Отсюда он намеревался, действуя колоннами Сиверса и Саблина, уничтожить основные силы Каледина на Воронежском направлении. Одновременно со стороны Воронежа на Миллерово должна была наступать сформированная в Воронеже колонна Петрова; её головные части к этому времени достигли станции Чертково.
Тем временем казачьи отряды Чернецова, Лазарева, Семилетова продолжали действовать на территории Восточного Донбасса.
16 (29) декабря калединцы разгромили Ясиновский и Боково-Хрустальский рудничные Советы. Ожесточённые бои завязались в районе Юзовки и соседней Макеевки. 19 декабря (1 января) казаки ворвались на Брестово-Богодуховский рудник. 22 декабря (4 января) колонна Рудольфа Сиверса вошла в Донбасс, где соединилась с рудничными партизанами. В ночь с 21 на 22 декабря (3-4 января) красногвардейцы начали наступление со стороны Юзовки. Бои охватили район Юзовки, Ханженкова, Макеевки, Моспина, Иловайска. Ожесточённый бой на Прохоровском руднике между Юзовкой и Макеевкой длился около суток и закончился победой Красной гвардии.
Продвижение советских войск было медленным как в силу сопротивления противника, так и в силу своеобразия условий начального периода гражданской войны: боевые стычки сменялись переговорами и самовольными перемириями, которые заключали части обеих сторон друг с другом. В результате колонна Сиверса стала единственной силой, проявлявшей активность, но и она сильно уклонилась к югу от намеченного направления, причём в среде её частей, выделенных из старой армии, началось разложение. Противник, воспользовавшись этим обстоятельством и собрав небольшие боеспособные резервы, короткими ударами осадил назад обе колонны Антонова-Овсеенко. 27 декабря (9 января), понеся тяжёлые потери, войска Сиверса оставили часть Юзово-Макеевского района и отступили к Никитовке. Неблагоприятная обстановка сложилась и под Луганском. В ночь на 28 декабря (10 января) казаки заняли Дебальцево. 29-31 декабря (11-13 января) отряд Чернецова занял Ясиновскую коммуну в Макеевке, имея от Каледина приказ «стереть с лица земли Донецкой Ясиновский рудник с прилегающими к нему рабочими посёлками». Каратели казнили здесь 61 рабочего.
На помощь руднику пришли шахтёрские отряды Юзовки, Макеевки, Енакиева и группа войск под командованием Сиверса. Ясиновский рудник был отбит. В первых числах января войска Сиверса, в которые влились 4 тыс. красногвардейцев Донбасса, развернули наступление через Иловайск и Таганрог на Ростов. Группа войск под командованием Саблина, также усиленная местными красногвардейцами, из района Луганска начала наступление на Ростов через Зверево — Каменскую — Новочеркасск. 12 (25) января 1918 года советские войска заняли Макеевку.
Тем временем главная масса донского казачества не обнаруживала желания воевать. В отношении неё была развёрнута активная агитационная работа, в которой приняли участие члены Донского ревкома.
10 (23) января 1918 года в ст. Каменской был созван Съезд фронтового казачества, который объявил себя властью в Донской области, объявил атамана Каледина низложенным, избрал казачий Военно-революционный комитет во главе с подхорунжим Ф. Г. Подтёлковым и 24-летним прапорщиком М. В. Кривошлыковым и признал власть Совнаркома.
Новый ревком отражал преимущественно настроения середняцкого казачества; он не наладил взаимодействия с иногородними и рабочими, которые могли оказать ему действительную поддержку, и даже отрицательно отнесся к их военной организации; донские же части настолько разложились, что не желали драться ни на той, ни на другой стороне. Поэтому Каледину опять удалось достигнуть со своими летучими отрядами местного успеха, вытеснив Донревком 15 (28) января 1918 из пределов Донской области.
Окончательно разложившиеся донские части были заменены на фронте частями Добровольческой армии. Эта мера позволила оборонявшимся остановить продвижение колонн Сиверса и Саблина. В это время, однако, в Таганроге, в тылу белых войск, вспыхнуло восстание, а кроме того, обе колонны усилились волной новых подкреплений с Украины и из центра. 21 января (3 февраля) 1918 колонна Сиверса вновь двинулась вперед и 26 января (8 февраля) 1918 установила связь с восставшими в Таганроге. Положение белых ухудшалось, и они отступали в сторону Ростова, с каждым днём: казачьи эшелоны, стремившиеся проникнуть на Дон с фронта мировой войны, разоружались в пути. С Кавказа, однако, грозила действительная опасность: образовавшийся в Царицыне штаб «Юго-восточной» армии сосредоточивал в районе ст. Тихорецкой 39-ю пехотную дивизию старой армии с Кавказского фронта, чтобы перерезать сообщение Дона с Кубанью, захватив Батайск.
28 января (10 февраля) 1918 года отряды красных заняли Таганрог и начали наступление на Ростов. Сопротивление белых на подступах к Новочеркасску и Ростову было окончательно сломлено, но колонны Сиверса и Саблина медленно приближались к этим пунктам, которые были взяты лишь 10 (23) февраля (Ростов) и 12 (25) февраля (Новочеркасск), тогда как Батайск ещё 31 января (13 февраля) 1918 был занят частями 39-й пехотной дивизии.
Малочисленные отряды Добровольческой армии уже не могли сдерживать наступление красных войск, и 28 января (10 февраля) генерал Корнилов известил Каледина, что добровольцы уходят на Кубань.
Решение Алексеева и Корнилова увести Добровольческую армию на Кубань лишило Каледина последней надежды. Потеряв поддержку фронтового казачества и не видя возможности остановить отряды большевиков, 29 января (11 февраля) атаман А. М. Каледин сложил с себя полномочия войскового атамана и в тот же день застрелился (по другим данным, А. М. Каледин был убит в результате третьего покушения).

## Первые успехи Советов
В начале 1918 года войскам СНК за счёт поддержки населения, подавляющего численного превосходства и хорошего снабжения боеприпасами со складов старой армии удалось подавить очаги антибольшевистского сопротивления, в частности — установить Советскую власть на Дону и Кубани. Ликвидация первых очагов сопротивления, однако, не была доведена до конца из-за слабости Советской власти и низкой боеспособности советских войск. Добровольческая армия отступила и сохранила основные офицерские кадры.
Развитие событий на Дону (отсутствие поддержки со стороны казачества, постоянно усиливающееся давление превосходящих сил красных, поражение наиболее боеспособного казачьего отряда полковника Чернецова и гибель его командира, а затем и самоубийство атамана Каледина) вынудило Добровольческую армию оставить Дон и выдвинуться в Кубанский край для создания здесь базы для дальнейшей борьбы с большевиками. 9 (22) февраля 1918 года генерал Корнилов во главе Добровольческой армии выступил в Первый Кубанский поход.
12 (25) февраля отрядом красных казаков войскового старшины Н. Голубова был занят Новочеркасск, где в это время проходило заседание Войскового Круга. Голубов сорвал с Войскового атамана А. М. Назарова генеральские погоны и арестовал его, а депутатам приказал «убираться к чертям», после чего все делегаты Круга были арестованы, а в городе была провозглашена советская власть. На следующий день в город прибыли чекисты с отрядами красной гвардии и начали избиение городской интеллигенции и офицеров. Такого поворота событий казаки не ожидали и стали противодействовать. В ответ на это противодействие 17 февраля был расстрелян атаман А. М. Назаров и с ним ещё 6 офицеров.
12 (25) февраля добровольческий отряд во главе с походным атаманом Войска Донского генерал-майором П. Х. Поповым (начальник штаба — полковник В. И. Сидорин) численностью 1727 человек боевого состава уходит из Новочеркасска в Сальские степи (см. Степной поход). Этим походом началась вооруженная борьба донского казачества против Красной Армии.
Перед рассветом 6 марта (19 марта по н.с.) 1918 г. в станице Денисовской в доме калмыцкого гелюна (священника) Голубов Н. М. арестовал заместителя атамана М. П. Богаевского. Он привез его в Новочеркасск и поместил на гауптвахту.
10 (23) марта Донской областной Военно-революционный комитет провозгласил на территории Области Войска Донского «самостоятельную Донскую советскую республику в кровном союзе с Российской Советской Республикой» (официальное название — Донская Республика). Во главе Донской Республики стал казачий подхорунжий Ф. Г. Подтёлков, занявший должность председателя Совета Народных Комиссаров, а также должность Военного Комиссара республики.
Первый съезд Советов рабочих и казачьих депутатов Донской республики, проходивший с 9 (22) апреля по 14 (27) апреля в Ростове, объявляет себя верховной властью Донской Советской Республики, подтверждает полномочия всех ранее избранных комиссаров и членов Центрального Исполнительного Комитета Советов Донской республики. Донская республика была переименована в Донскую Советскую Республику.
Советская власть продержалась в Ростове на Дону с 10 (23) февраля по 20 апреля (3 мая) 1918 г..
Уже с конца марта в ряде донских станиц вспыхивают казачьи восстания, спровоцированные попытками земельного передела, а во многих местах — расстрелами и грабежами со стороны отрядов Красной гвардии. После нескольких недель боёв восставшие казаки окончательно свергли советскую власть в Новочеркасске и объявили о создании Всевеликого Войска Донского. В апреле на базе повстанческих частей и отряда генерала П. Х. Попова, вернувшегося из Степного похода, началось создание Донской армии.
21 апреля (4 мая) 1918 большевики отступили из Ростова, изъяв из кладовых Госбанка в ночь на 18 апреля (1 мая) 1918 все донские дензнаки.
К началу мая западную часть Области Войска Донского, включая Ростов, Нахичевань-на-Дону, Таганрог, Миллерово, Чертково оккупировал германский экспедиционный корпус, вошедший в марте на территорию соседней Украины в соответствии с соглашением, подписанным Украинской радой с Германией и Австро-Венгрией. Руководство Донской Советской Республики, эвакуировавшееся в Царицын, впоследствии перебралось в станицу Великокняжескую и продолжало там свою деятельность до конца июня.
16 мая в Новочеркасске атаманом Всевеликого Войска Донского был избран генерал П. Н. Краснов, сделавший ставку в своей борьбе с большевиками на союз с Германией.

## Восстание казаков против Советской власти
Среди казаков назревает недовольство начавшимся переделом земли на Дону, тем, что «иногородние» крестьяне, ранее арендовавшие у казаков землю, начинают занимать и обрабатывать казачьи наделы в юртах казачьих станиц. Противоречия в сельской местности нарастают и приводят к многочисленным бунтам казаков против новой власти. Обстановка усугубляется вступлением на территорию области германских войск: немецкая кавалерия занимает всю западную часть Донецкого округа, немецкие гарнизоны размещаются в станицах Каменской и Усть-Белокалитвенской, в Миллерово, Батайске, немцы занимают Таганрог и Таганрогский округ и оказываются в 12 километрах от Новочеркасска.
Поворот казачества против большевиков позволил Белому движению получить на Дону социальную опору и экономическую базу. Поднявшись на вооружённую борьбу против Советской власти, донские казаки в мае восстановили атаманскую власть. Избранный войсковым атаманом генерал П. Н. Краснов приступил к формированию из казачьих отрядов Донской армии, пользуясь содействием германских войск и наладив с ними обмен зерна на вооружение и боеприпасы.
21 апреля (4 мая) 1918 г. последние большевики эвакуировались из Ростова в Кубанскую область. На следующий день в город вошли дроздовцы, но были выбиты из него красными частями. Получив сообщение от казаков, они ушли в сторону Новочеркасска и помогли казачьим отрядам выбить красных из столицы Донского казачества. Оставаться с казаками они отказались и ушли на юг на соединение с Добровольческой армией.
25 апреля (8 мая) казаки Краснова (конница Туроверова) и немецкие части (20-я запасная дивизия, пробывшая в городе до декабря 1918 г.) занимают Ростов. Донская Советская Республика прекращает своё существование.

## Казачье правление Краснова
26 апреля (9 мая) Временное донское правительство объявило о созыве Круга спасения Дона 28 апреля (11 мая).
27 апреля (10 мая) казачьи отряды занимают Новочеркасск.
28 апреля (11 мая) в Новочеркасске собираются делегаты от станиц и войсковых частей и учреждают Круг спасения Дона, на котором 3 (16) мая войсковым атаманом избирается генерал-майор П. Н. Краснов, который обращается с письмом к императору Вильгельму с предложением сотрудничества и просьбой о протекторате.
3 (18) мая Кругом спасения Дона на территории Области Войска Донского провозглашено создание независимого государства Всевеликого Войска Донского во главе с атаманом Красновым.
Как отмечал генерал Краснов — «Деникину легко, конечно, меня обвинять в поддержке немцев, но вот оружие от меня Деникин берет, хотя я его выкупаю за хлеб у немцев со складов Юго-Западного фронта бывшей Российской армии.»

Окончательно решила выбор казачества секретная директива Оргбюро ЦК РКП(б) от 24 января 1919 года, а также и последующие действия большевиков по её осуществлению и объявляла опорой советской власти на казачьих землях иногородних (то есть неказаков), а также давала программу жестких репрессивных мер по расказачиванию:
24 января 1919 г.
Циркулярно. Секретно.

Последние события на различных фронтах в казачьих районах - наши продвижения вглубь казачьих поселений и разложение среди казачьих войск - заставляют нас дать указания партийным работникам о характере их работы при воссоздании и укреплении Советской власти в указанных районах. Необходимо, учитывая опыт гражданской войны с казачеством, признать единственно правильным самую беспощадную борьбы со всеми верхами казачества путём поголовного их истребления. Никакие компромиссы, никакая половинчатость пути недопустимы. Поэтому необходимо:
1. Провести массовый террор против богатых казаков, истребив их поголовно; провести беспощадный массовый террор по отношению ко всем казакам, принимавшим какое-либо прямое или косвенное участие в борьбе с Советской властью. К среднему казачеству необходимо принять все те меры, которые дают гарантию от каких-либо попыток с его стороны к новым выступлениям против Советской власти.
2. Конфисковать хлеб и заставить ссыпать все излишки в указанные пункты, это относится как к хлебу, так и ко всем другим сельскохозяйственным продуктам.
3. Принять все меры по оказанию помощи переселяющейся пришлой бедноте, организуя переселения, где это возможно.
4. Уравнять пришлых "иногородних" к казакам в земельном и во всех других отношениях.
5. Провести полное разоружение, расстреливая каждого, у кого будет обнаружено оружие после срока сдачи.
6. Выдавать оружие только надежным элементам из иногородних.
7. Вооруженные отряды оставлять в казачьих станицах впредь до установления полного порядка.
8. Всем комиссарам, назначенным в те или иные казачьи поселения, предлагается проявить максимальную твердость и неуклонно проводить настоящие указания.
ЦК постановляет провести через соответствующие советские учреждения обязательство Наркомзему разработать в спешном порядке фактические меры по массовому переселению бедноты на казачьи земли.Центральный Комитет РКП
РЦХИДНИ. Ф.17. Оп.4. Д.7. Л.5;
Ф.17. Оп.65. Д.35. Л.216. Машинописный экз.
 Конкретной подписи под директивой («Циркулярным письмом») не было, но Организационным бюро ЦК РКП(б) в то время руководил Яков Свердлов.
В ходе выполнения данной директивы полностью сжигались и уничтожались артиллерийским огнём станицы, хутора и посёлки (а также использовались химические снаряды) и это несмотря на то, что в данной директиве о таких варварских мерах не сказано ни слова — видимо, это негласно подразумевалось. К примеру, 17 (30) мая 1919 г. от красной 33-й дивизии пострадала станица Каргинская (где жила семья Шолоховых), в которой сгорело 20 домов, но начавшийся ливень спас эту станицу от полного сожжения.

Вот ещё один пример подобных руководящих указаний:
Директива Реввоенсовета Южного фронта о мерах по подавлению восстания
16 марта 1919 г. 1 час 35 мин.

Весьма секретно.

Реввоенсоветам 8-й, 9, 10-й армий Предлагаю к неуклонному исполнению следующее: напрячь все усилия к быстрейшей ликвидации возникших беспорядков путём сосредоточения максимума сил для подавления восстания и путём применения самых суровых мер по отношению к зачинщикам хуторам:
а) сожжение восставших хуторов;
б) беспощадные расстрелы всех без исключения лиц, принимавших прямое или косвенное участие в восстании;
в) расстрелы через 5 или 10 человек взрослого мужского населения восставших хуторов;
г) массовое взятие заложников из соседних к восставшим хуторам;
д) широкое оповещение населения хуторов станиц и т.д. о том, что все станицы и хутора замеченные в оказании помощи восставшим, будут подвергаться беспощадному истреблению всего взрослого мужского населения и предаваться сожжению при первом случае обнаружения помощи; примерное проведение карательных мер с широким о том оповещением населения.
О всех принятых и принимаемых мерах точно информировать Реввоенсовет Южфронта.

Член реввоенсовета А.Колегаев.РГВА. Ф.100. Оп.З. Д.100. Л.17−18. Телеграфная лента.
Ещё в сентябре 1918 г. председатель Московского Совета П. Смидович говорил с трибуны ВЦИК: «…Эта война ведётся не для того, чтобы привести к соглашению или подчинить, это война — на уничтожение. Гражданская война другой быть не может».
В начале 1919 года донское казачество объединилось с А. И. Деникиным, обещавшим им автономию. Всевеликое Войско Донское вошло в состав Юга России. Власть на Дону фактически переходит к Вооружённым силам юга России (ВСЮР) под командованием генерала Деникина, и ему же подчиняются казачьи части.
В январе−марте 1919 года войска Южного фронта Красной армии предприняли наступление с целью окончательного разгрома Донской армии, а также против войск Деникина за Донбасс.
В феврале 1919 года из-за неразрешимых противоречий с командованием Добровольческой армии Краснов подаёт в отставку и уезжает с Дона в Эстонию к Юденичу, а позднее в Германию. В Таганроге размещается ставка Деникина. Войска белых начинают наступление на Москву.
Вошедшие в Верхне-Донской округ отряды Красной армии (в состав которых помимо русских и украинцев входили также китайцы, латыши и бывшие австро-венгерские военнопленные (чехи, словаки, сербы, хорваты и прочие)), забирали хлеб (включая семенной) и орудия труда (сеялки, плуги и т. д.), проводили репрессии, в том числе было начато составление расстрельных списков неблагонадёжных казаков, а также произведён ряд многочисленных и массовых расстрелов. В результате, 11 марта 1919 г. вспыхнуло Вёшенское восстание верхне-донцов, которое оказалось успешным.

## Окончательная победа красных
Осенью 1919 года наступление ВСЮР на Москву было остановлено и белые, оказывая упорное сопротивление, медленно, но неуклонно отступали на юг. 7 января 1920 года Конно-Сводный корпус Б. М. Думенко захватил столицу белого Дона Новочеркасск. 10 января части 1-й Конной армии под командованием С. М. Буденного с боем заняли Ростов-на-Дону.
17 января Красная армия продолжила наступление, но закрепиться на левом берегу Дона красноармейцам не удалось, но левее они все же достигли реки Маныч, угрожая правому флангу Добровольческого корпуса.
7 февраля под общим руководством А. И. Деникина началось контрнаступление ВСЮР. 6−8 февраля Добровольческий корпус генерал-лейтенанта А. П. Кутепова и 3-й Донской отдельный корпус прорвали оборону войск 8-й армии и овладели Ростовом и Нахичеванью. Особенно отличились «цветные» полки — корниловцы, марковцы и дроздовцы, а также Сводно-гвардейский кавалерийский.
Однако, 10 февраля по приказу Верховного Командования ВСЮР Ростов-на-Дону был вновь оставлен без боя, из-за фланговой угрозы красных частей.
25−27 февраля южнее стратегически важного Среднего Егорлыка происходит Егорлыкское сражение — самое крупное за всю историю Гражданской войны встречное конное сражение численностью до 25 тысяч сабель с обеих сторон, в котором белая конница генерала Павлова потерпела поражение и отступила к Егорлыцкой.
В начале Освободительной казачьей борьбы (начало 1918 года) Сальский округ был районом борьбы за свободу. Здесь в степях партизаны Походного Атамана ген. П. X. Попова проделали свой замечательный «Степной поход». Все донские калмыки встали на защиту своих станиц и вошли в отряд ген. П. X. Попова. По очищении Сальского округа при Атамане Краснове, Донские калмыки сформировали два полка: 80-й Зюнгарский и 3-й Донской (1 Донская дивизия) — постоянной армии и конную полусотню в конвой Донского Атамана. Калмыки в составе Донской Армии до самого конца боролись с большевиками. При оставлении родной земли, они целым народом, с семьями покинули свои станицы и отходили при армии до Новороссийска. Оставленные Главным командованием Белой армии на берегу Новороссийского мола, большая часть их погибла, приняв от большевиков мученическую смерть.
В эмиграции донских калмыков насчитывалось немного больше тысячи душ, рассеянных по разным странам, но характерным для них явлением было то, что они оседали заграницей не рассеиваясь, а сохранили большие группы, образовав свои калмыцкие хутора и станицы, а одиночки вошли в общеказачьи организации.
26−27 марта 40-тысячный Добровольческий корпус из Новороссийска ушёл морем в Крым.
Третий донской калмыцкий полк сформированный из сальских казаков-донских калмыков не принял предложение красных о капитуляции и вместе с 3-м Дроздовским полком прикрывал эвакуацию. Однако если 3-й Дроздовский полк, сначала забытый на берегу, был вывезен на миноносце «Пылком», специально вернувшимся за ним генерал-лейтенантом А. П. Кутеповым, то 3-й калмыцкий полк при эвакуации из Новороссийска был оставлен на берегу и большей частью вместе со следовавшими в обозе полка гражданскими беженцами — семьями казаков-калмыков казнен красноармейцами.
Больше повезло 80-му Зюнгарскому полку состоявшему из донских калмыков — казаков, ведшему арьегардные бои и прикрывавшему отход большой партии донских, кубанских и терских казаков в Адлер и их дальнейшую погрузку на суда. Большая часть донских, кубанских и терских полков прижатая к берегу приняла условия капитуляции и сдалась в плен частям Красной армии. 80-й Зюнгарский полк не принял условия капитуляции, не сложил оружие и в полном составе вместе с остатками донских частей был эвакуирован в Крым. В Крыму 80-й Зюнгарский полк в парадном строю прошел перед главнокомандующим ВСЮР П. Н. Врангелем, так как среди эвакуированных их Новороссийска и Адлера частей, кроме этого полка не было ни одной целой и вооруженной части.
На Дону и прилегающих территориях окончательно установилась Советская власть. Всевеликое Войско Донское прекратило своё существование.